# جوشکاری اکستروژن
جوشکاری اکستروژن یکی از روش‌های جوشکاری ترموپلاست‌ها و مواد کامپوزیتی است که در دهه ۱۹۶۰ به‌عنوان تکامل‌یافته‌ی جوشکاری با گاز داغ توسعه یافت. این فرآیند می‌تواند به‌صورت دستی یا خودکار انجام شود و معمولاً در کاربردهایی با قطعات بزرگ یا ضخیم مورد استفاده قرار می‌گیرد.
در این فرآیند از یک سر جوش استفاده می شود که دارای یک نازل برای هوای گرم و یک اکسترودر است که مواد پرکننده را به بیرون هل می دهد. این فرآیند مستلزم گرم کردن سطوح اتصال (فیدینگ) و افزودن مواد پرکننده مذاب یا پلاستیک شده (اکسترودیت) با اکسترود کردن آن از طریق یک قالب (کفش) است. این فرآیند برای اطمینان از اتصال خوب، اکسترود را با فشار اعمال می کند و سپس اجازه می دهد تا قطعه خنک شود.

## مراحل جوشکاری
مراحل جوشکاری اکستروژن مشابه سایر روش‌های جوشکاری پلاستیک است و شامل موارد زیر می‌شود:
- آماده سازی سطح مواد پایه - ماشینکاری شیار مورد نیاز طبق طرح درز و تمیز کردن سطوح تماس با تراشیدن. این کار آلودگی و اکسیدها را از سطوح اتصال حذف می کند، که به طور بالقوه جوش تمام شده را آلوده می کند.
- تنظیم اتصال جوش - جوشکاری چسبنده اجزای مواد پایه (با استفاده از جوشکاری با گاز داغ) یا با استفاده از سیستم گیره
- جوشکاری - افزودن اکسترود در حین اعمال فشار
- اتمام ظاهر نهایی جوش - برداشتن فلاش با اسکراپر به منظور جلوگیری از بریدگی های استرس. این مرحله ممکن است ضروری باشد یا نباشد.
- خنک کننده - اجازه دهید تا قطعه خنک شود تا برای استفاده آماده شود.

پیش‌گرمایش در ابتدای جوش ضروری است که معمولاً با استفاده از نازل هوای گرم انجام می‌شود. مواد پرکننده معمولاً پلیمرهایی هستند که به‌صورت رشته‌های پیچیده‌شده یا گرانول‌های کوچک عرضه می‌شوند.

## نحوه اتصالات
اکثر اتصالات جوش طراحی شده‌اند تا در یک پاس انجام شوند، اما صفحات با ضخامت بیش از ۳۰ میلی‌متر نیاز به چندین پاس دارند. طراحی اتصالات شامل موارد زیر است:

جوش لب به لب

• اتصالات لب به لب (Butt Joints): شامل شیار V تک یا دوگانه با زاویه ۴۵ تا ۹۰ درجه و فاصله ریشه ۰ تا ۲ میلی‌متر.

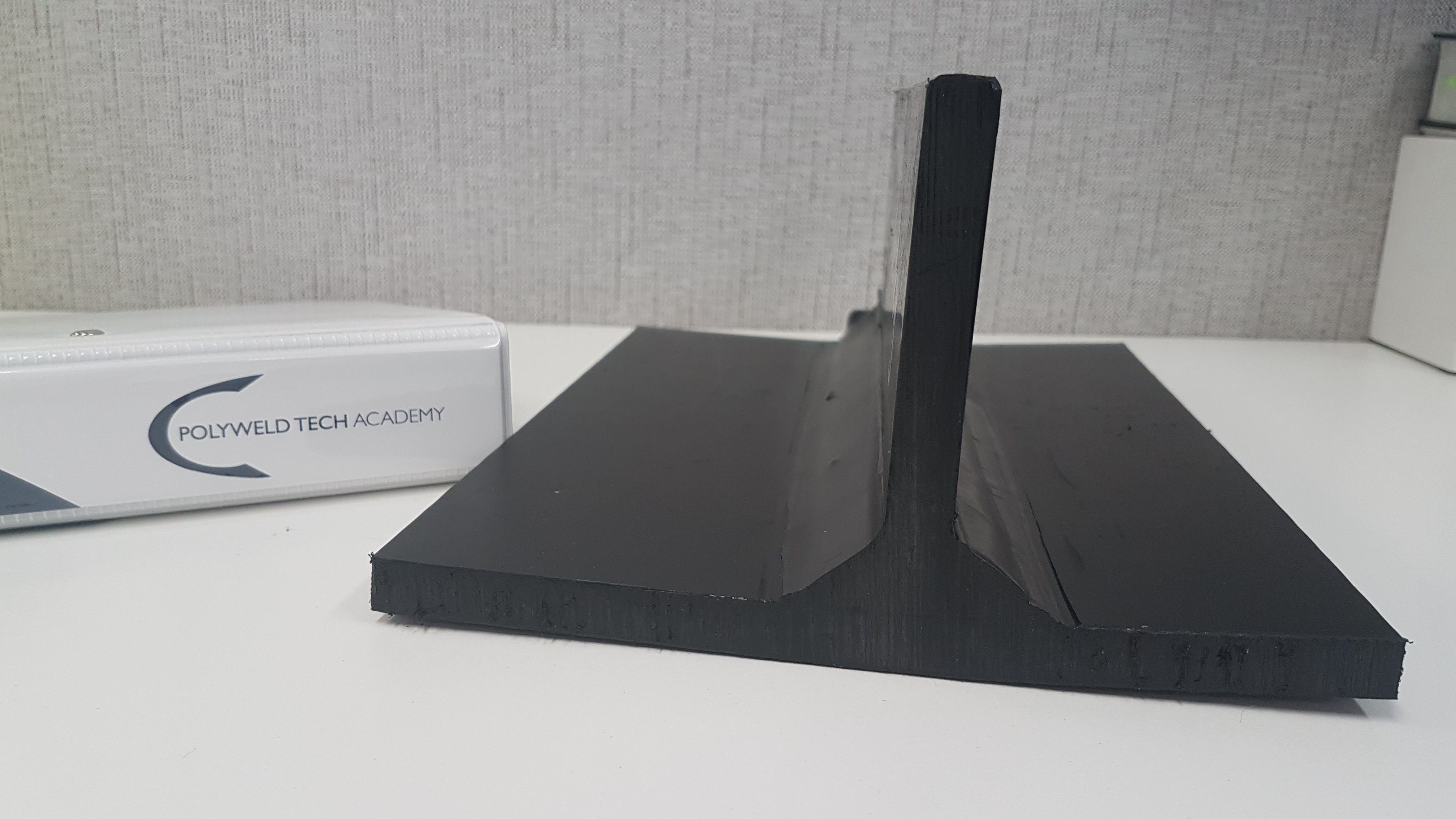
اتصال T شکل

• اتصالات T: معمولاً دارای یک شیب ۴۵ تا ۶۰ درجه و فاصله ریشه ۰ تا ۲ میلی‌متر هستند.
• اتصالات همپوشانی (Overlap Joints): برای مواردی که نیاز به پوشش دو قطعه بر روی یکدیگر است.
اتصالات TYK برای لوله‌کشی و جوش‌های گوشه‌ای نیز قابل اجرا هستند.

## کاربرد ها
فرآیند جوشکاری اکستروژن برای کاربردهایی که نیاز به جوش سریع قطعات ضخیم دارند، گزینه‌ای جذاب به شمار می‌رود. در مواردی که قطعات دارای هندسه بزرگ هستند و استفاده از روش‌های سنتی مانند جوشکاری صفحه داغ ممکن نیست، این روش گاهی تنها گزینه‌ی مقرون‌به‌صرفه و عملی محسوب می‌شود. از جمله کاربردهای رایج آن می‌توان به ساخت مخازن مخصوص پسماندهای مایع، مواد خورنده و منابع آب اشاره کرد. همچنین در مواردی که نیاز به آب‌بندی وجود دارد، تا زمانی که اتصال آب‌بند برقرار باشد، قابل استفاده است.

## مواد اولیه
جوشکاری اکستروژن بیشترین موفقیت را در جوش دادن انواع مختلف پلی‌الفین‌ها داشته است. این دسته از پلیمرها به دلیل خواص فیزیکی و شیمیایی‌شان به‌خوبی با این روش جوش داده می‌شوند.
برخی از رایج‌ترین موادی که با فرآیند جوشکاری اکستروژن جوش داده می‌شوند:

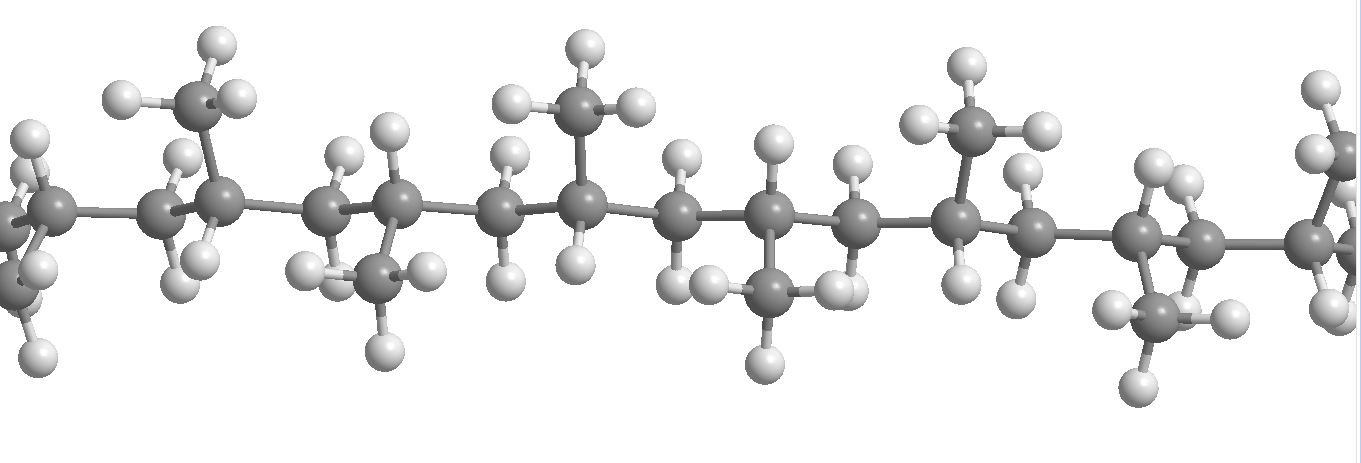
پلی پروپیلن

- برخی رایج ترین مواد مورد استفاده:پلی پروپیلنپلی اتیلن (PE)، به ویژه پلی اتیلن با چگالی بالا

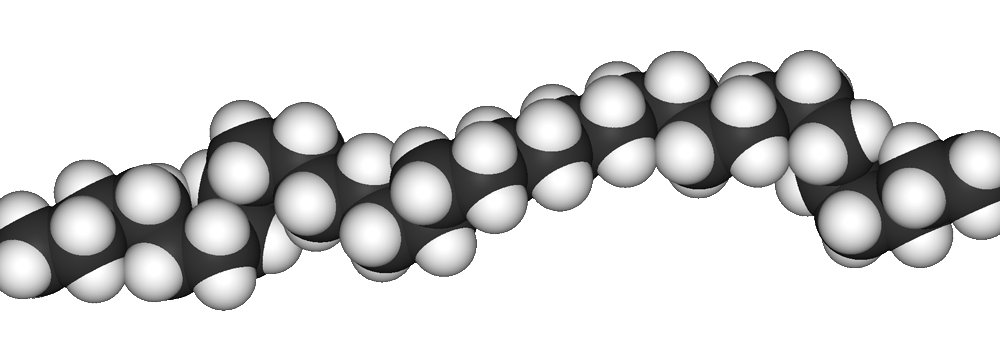
پلی اتیلن

- پلی پروپیلن (PP)
- پلی وینیل کلراید (PVC)
- پلی وینیلیدین فلوراید (PVDF)

## تجهیزات
در حالی که انواع مختلفی از تجهیزات جوشکاری اکستروژن وجود دارد، هر سیستم جوشکاری اکستروژن معمولاً شامل سه بخش اصلی است: منبع حرارتی (برای پیش‌گرمایش سطح)، واحد اکستروژن (برای ذوب و تزریق مواد پرکننده)، و کفشک جوشکاری (برای شکل‌دهی و هدایت مواد در محل اتصال). این اجزا با هم کار می‌کنند تا یک اتصال قوی و یکنواخت در مواد ترموپلاستیک ایجاد کنند.

## اکسترودر
اکسترودر بخشی از سیستم جوشکاری است که مواد پرکننده (اکسترودات) را وارد فرآیند می‌کند. بسته به اینکه این مواد به‌صورت رشته‌ای پیچیده (spooled strand) یا گرانول (pellet) باشند، نحوه‌ی تغذیه متفاوت است. رشته‌ها از طریق لوله‌ای وارد هد جوش و سپس از کفشک خارج می‌شوند. گرانول‌ها ابتدا به داخل یک مخزن ریخته شده و با کمک اکسترودر مارپیچی گرم‌شده ذوب شده و از کفشک خارج می‌شوند. استفاده از گرانول تنها در حالت‌های افقی یا تخت ممکن است.

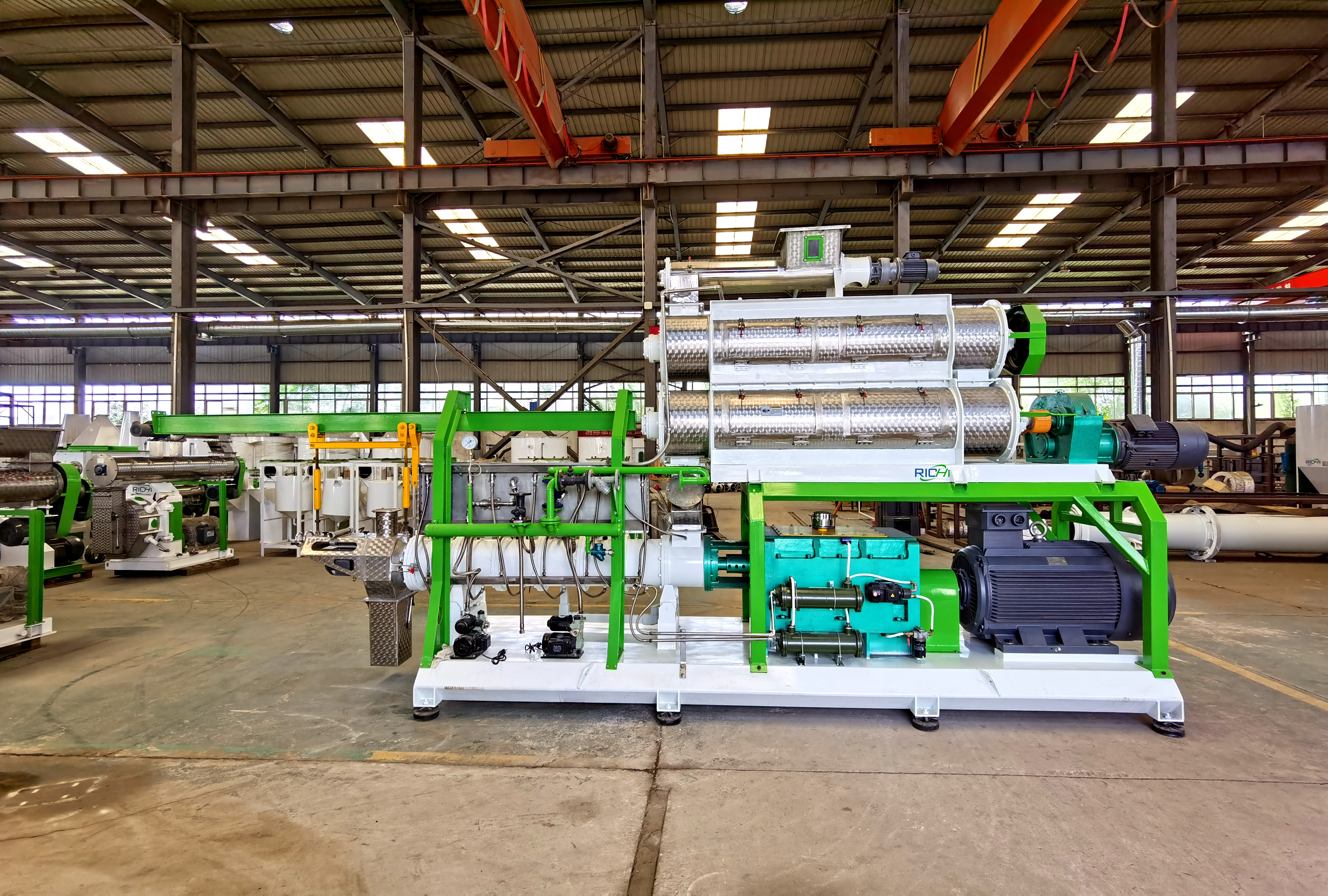
تصویر یک دستگاه صنعتی اکسترودر

## منبع حرارت تابشی
در بیشتر کاربردها، منبع گرمایش تابشی معمولاً هوای داغ است که از طریق نازل‌هایی در هد جوش به سطح اتصال دمیده می‌شود. هندسه‌ی نازل‌ها می‌تواند بر اساس نوع اتصال تغییر کند تا گرمایش موضعی یا یکنواخت‌تری فراهم شود. اگرچه نازل‌های عمومی نیز وجود دارد، نازل‌های خاص برای بهینه‌سازی گرمایش برخی اتصالات به کار می‌روند. گاهی اوقات، به‌جای هوای داغ، از لامپ‌های هالوژن برای پیش‌گرمایش سطح تماس استفاده می‌شود.

## کفشک جوشکاری
کفشک جوشکاری قالبی است در انتهای مسیر تغذیه که مواد پرکننده از آن خارج می‌شوند. معمولاً از پلی‌تترافلوئورواتیلن (PTFE) ساخته می‌شود به دلیل خاصیت نچسب بودن آن. شکل و اندازه کفشک بسته به نوع اتصال متفاوت است و شامل نازل‌های هدایت‌کننده‌ای نیز هست که جلوی پخش شدن مواد مذاب در جهت‌های ناخواسته را می‌گیرند.

## پارامترهای جوشکاری
در فرآیند جوشکاری اکستروژن، پارامترهای مختلفی نقش مهمی دارند و هر یک تأثیر متفاوتی بر کیفیت جوش دارند. برخی از این پارامترها توسط اپراتور کنترل می‌شوند و برخی دیگر از پیش در دستگاه تنظیم می‌شوند. تعادل درست بین این پارامترها برای دستیابی به جوش‌های قوی و با ظاهر مناسب ضروری است. استفاده از اپراتور ماهر یا سیستم‌های خودکار همراه با تنظیمات صحیح، جوش‌هایی یکنواخت و قابل تکرار ایجاد می‌کند.

## سرعت جوشکاری
سرعت جوشکاری (یا سرعت حرکت) نرخ پیشروی جوش در امتداد اتصال است. در سیستم‌های خودکار، این سرعت پیش از شروع قابل تنظیم است، اما در حالت دستی، به مهارت جوشکار بستگی دارد. سرعت زیاد باعث کم بودن ماده پرکننده و جوش ضعیف می‌شود، و گرمایش ناکافی منجر به چسبندگی بد خواهد شد. در مقابل، سرعت کم باعث تجمع بیش از حد ماده و ایجاد جوش‌های نازیبا یا پلیسه می‌شود که نیاز به حذف دارند.

## موقعیت سر جوش
موقعیت قرارگیری تفنگ جوشکاری نقش حیاتی در اطمینان از رسوب صحیح ماده پرکننده دارد. در حالت دستی، اپراتور باید دقت کند که هد جوش به‌درستی به سمت اتصال هدف‌گیری شده باشد. در صورت ناهماهنگی بین تفنگ جوش و محل اتصال، ماده به درستی در محل مورد نظر رسوب نخواهد کرد. برای کمک به هدایت دقیق، کفشک جوش با شکل خاصی متناسب با نوع اتصال طراحی می‌شود تا موقعیت مناسب در طول فرآیند حفظ گردد.

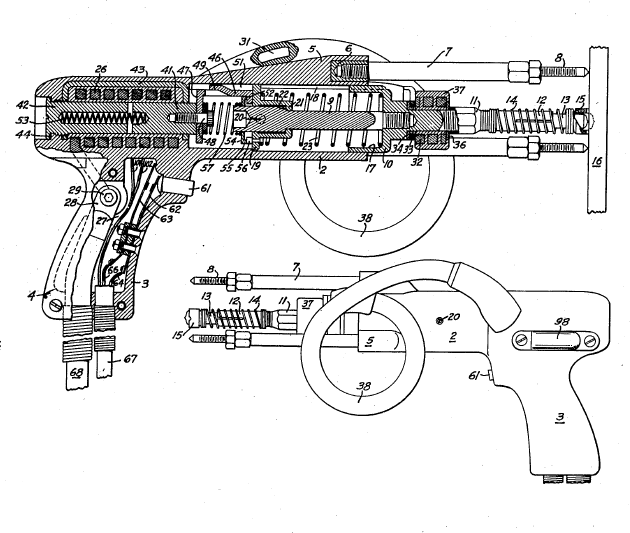
شماتیک یک تفنگ جوشکاری

## دمای اکسترود
دمای ماده‌ی پرکننده (اکسترودات) پیش از آغاز جوشکاری روی دستگاه تنظیم می‌شود. این دما باید به اندازه‌ای بالا باشد که ماده به‌خوبی جریان یابد، اما نه آن‌قدر زیاد که دچار تجزیه‌ی شیمیایی شود. دمای ایده‌آل به نوع پلیمر مورد استفاده بستگی دارد.

## سرعت جریان هوا و دمای هوا
تحقیقات نشان داده‌اند که نرخ جریان هوا و دمای هوا دو عامل کلیدی در تقویت مقاومت خزشی (creep strength) در جوش‌های ایجادشده با اکستروژن هستند. این عوامل به شکل‌گیری لایه مذاب مناسب روی سطح اتصال کمک می‌کنند. زمانی که ضخامت این لایه به مقدار ایده‌آل برسد، استحکام جوش به‌طور چشم‌گیری افزایش می‌یابد. با این حال، دما و جریان هوای مناسب بسته به نوع پلیمر و همچنین شکل نازل مورد استفاده متفاوت خواهد بود.

## نرخ اکستروژن
نرخ اکستروژن نشان‌دهنده میزان ماده‌ای است که در هر لحظه به داخل اتصال تزریق می‌شود. این نرخ باید با دمای اکسترودات و نرخ/دمای جریان هوا در تعادل باشد تا جوشی با کیفیت مطلوب ایجاد شود. مقدار کم ماده منجر به عدم اتصال کامل شده و مقدار زیاد می‌تواند پلیسه یا نقاط تمرکز تنش ایجاد کند که باعث کاهش مقاومت جوش در شرایط بارگذاری دینامیکی و خستگی می‌شود.

## مزایا و معایب

### مزایا
مزیت اصلی جوشکاری اکستروژن، نرخ بالای تزریق ماده پرکننده در اتصال است که زمان چرخه را به‌طور چشمگیری کاهش می‌دهد. در مقایسه با جوشکاری با گاز داغ (Hot Gas Welding)، این روش می‌تواند زمان انجام جوش را تا ۵ تا ۶ برابر سریع‌تر کند، که در کاربردهای صنعتی بسیار مؤثر است.
اگر پارامترهای جوشکاری به‌درستی تنظیم شوند، نواحی جوش‌خورده در یک قطعه‌ی پلیمری می‌توانند حتی قوی‌تر از سایر بخش‌ها باشند و به‌عنوان نقطه‌ی ضعف تلقی نشوند. این موضوع نشان‌دهنده‌ی کیفیت بالای اتصالات حاصل از جوشکاری اکستروژن در شرایط ایده‌آل است.
از آنجا که بسیاری از پارامترهای اصلی جوشکاری در دستگاه از پیش تنظیم می‌شوند، دستیابی به جوش‌هایی با کیفیت بالا و یکنواخت کاملاً امکان‌پذیر است. این قابلیت باعث کاهش خطای انسانی و افزایش قابلیت اطمینان در تولید می‌شود.

### معایب
در جوشکاری اکستروژن دستی، اپراتور باید مهارت قابل توجهی داشته باشد تا جوش‌های سالم و باکیفیت تولید کند، به‌ویژه در موقعیت‌های دشوار مانند جوشکاری عمودی یا بالای سر. علاوه بر این، وزن بالای دستگاه‌های دستی (گاهی تا ۱۲ کیلوگرم) می‌تواند کار با آن‌ها را خسته‌کننده و دشوار کند.